# Новосёлки (Тимковичский сельсовет)
Новосёлки (бел. Навасёлкі) — деревня в Копыльском районе Минской области Беларуси. В составе Тимковичского сельсовета.

## География
Пролегает дорога Н-8561.
Ближайшие населённые пункты Ореховка, Острово и др.

## История
В 1909 году в Киевичской волости Слуцкого уезда Минской губернии.
До 28 мая 2013 года деревня входила в состав Братковского сельсовета.

## Население

### Численность
- 2019 год — 305 жителей

### Динамика
- 1909 год — 862 жителей, 154 дворов[3]
- 1999 год — 625 жителей (перепись населения)
- 2009 год — 435 жителей (перепись населения)[3]
- 2019 год — 305 жителей (перепись населения)

## Культура
- Дом культуры
- Библиотека
- Краеведческий музей «Гісторыка-краязнаўчы» ГУО «Новосёлковская базовая школа Копыльского района»

## Достопримечательность
- Братская могила[5]
- Воинский мемориал[6]
- Храм св. апостолов Петра и Павла
- Часовня

### Памятник, скульптура
- Памятник И. К. Жижику